# Tesserakttal
Tesserakttal är ett fyrdimensionellt figurtal som representerar en tesserakt.
De första tesserakttalen är:
0, 1, 16, 81, 256, 625, 1296, 2401, 4096, 6561, 10000, 14641, 20736, 28561, 38416, 50625, 65536, 83521, 104976, 130321, 160000, 194481, 234256, 279841, 331776, 390625, 456976, 531441, 614656, 707281, 810000, 923521, 1048576, 1185921 … (talföljd A000583 i OEIS)
Tesserakttal slutar alltid med de två siffrorna:
00, 01, 16, 21, 25, 36, 41, 56, 61, 76, 81, 96